# Struer Kommune
|  | For Struer Kommune før kommunalreformen i 2007, se Struer Kommune (1970-2006). |
Struer Kommune er en kommune i Region Midtjylland efter Kommunalreformen i 2007. Største by i kommunen er Struer.
Struer Kommune opstod ved sammenlægning af flg.:
- Struer Kommune (1970-2006)
- Thyholm Kommune

Allerede den 15. november 2005 blev kommunalbestyrelsen valgt med Martin Merrild fra Venstre som formand for sammenlægningsudvalget og kommende borgmester.
3. december 2015 – samme dag som folkeafstemningen om retsforbeholdet – blev der afholdt en folkeafstemning om kommunesammenlægning mellem Holstebro Kommune og Struer Kommune der endte med nej i begge kommuner.

## Byer
| Kommunens største byer |           |                   |
| Nr                     | By        | Indbyggere (2025) |
| 1                      | Struer    | 9.893             |
| 2                      | Bremdal   | 1.658             |
| 3                      | Hjerm     | 1.084             |
| 4                      | Hvidbjerg | 1.076             |
| 5                      | Humlum    | 784               |
| 6                      | Linde     | 368               |
| 7                      | Asp       | 359               |
| 8                      | Resenstad | 288               |

Se også Kategorien Byer i Struer Kommune

## Politik

### Mandatfordeling
| 10 | 2 |  |  | 11 |

| 20 | 5 |

| 9 | 1 | 2 | 2 | 7 |

| 15 | 6 |

| 8 | 2 | 1 | 1 | 9 |

| 14 | 7 |

| 8 | 1 | 1 | 2 | 1 | 8 |

| 14 | 7 |

| 7 | 1 | 2 | 1 | 1 | 9 |

| 18 | 3 |

| 7 | 1 | 2 | 1 | 1 | 9 |

| 17 | 4 |

### Nuværende byråd
| Navn                                 | Parti                                    |
| ------------------------------------ | ---------------------------------------- |
| Mads Jakobsen (Borgmester 2022-2023) | Venstre - 9 mandater                     |
| Marianne Bredal (Borgmester 2023-    | Venstre - 9 mandater                     |
| Tim Pindstofte                       | Venstre - 9 mandater                     |
| Steen Jakobsen                       | Venstre - 9 mandater                     |
| Karsten Hjorth Larsen                | Venstre - 9 mandater                     |
| Morten Graversen                     | Venstre - 9 mandater                     |
| John Vangsgaard                      | Venstre - 9 mandater                     |
| Frank Linde                          | Venstre - 9 mandater                     |
| Johannes Stougård                    | Venstre - 9 mandater                     |
| John Christoffersen                  | Socialdemokratiet - 7 mandater           |
| Ann Møller Nielsen                   | Socialdemokratiet - 7 mandater           |
| Flemming T. Sørensen                 | Socialdemokratiet - 7 mandater           |
| Palle Lykke Ravn                     | Socialdemokratiet - 7 mandater           |
| Jesper Olesen                        | Socialdemokratiet - 7 mandater           |
| Claus Søgaard Andersen               | Socialdemokratiet - 7 mandater           |
| Niels Viggo Lynghøj                  | Socialdemokratiet - 7 mandater           |
| Kjeld Graversgård                    | Det Konservative Folkeparti - 2 mandater |
| Jacob Aarlit Gade                    | Det Konservative Folkeparti - 2 mandater |
| Anne Kirstine Bøge Petersen          | Socialistisk Folkeparti - 1 mandat       |
| Peter Vestergaard                    | Radikale Venstre - 1 mandat              |
| Henrik Thinggaard                    | Nye Borgerlige - 1 mandat                |

| Navn              | Skiftet fra            | Skiftet til          | Dato            |
| ----------------- | ---------------------- | -------------------- | --------------- |
| Henrik Thinggaard | Nye Borgerlige         | Løsgænger            | 26. august 2022 |
| Henrik Thinggaard | Løsgænger              | Dansk Folkeparti     | 12. januar 2023 |
| Henrik Thinggaard | \| Dansk Folkeparti \| | Danmarksdemokraterne | 8. februar 2025 |
| Dansk Folkeparti  |                        |                      |                 |

| Udtrådt       | Indtrådt     | Parti   | Dato              |
| ------------- | ------------ | ------- | ----------------- |
| Mads Jakobsen | Elin Hamborg | Venstre | 27. november 2023 |

### Byråd 2018-2022
| Navn                             | Parti                          |
| -------------------------------- | ------------------------------ |
| Mads Jakobsen                    | Venstre - 8 mandater           |
| Marianne Bredal                  | Venstre - 8 mandater           |
| Lene Houe                        | Venstre - 8 mandater           |
| Steen Jakobsen                   | Venstre - 8 mandater           |
| Claus Hansen                     | Venstre - 8 mandater           |
| Peter Astrup                     | Venstre - 8 mandater           |
| Poul Kjær Nielsen                | Venstre - 8 mandater           |
| Per Jakobsen                     | Venstre - 8 mandater           |
| Niels Viggo Lynghøj (Borgmester) | Socialdemokratiet - 8 mandater |
| John Christoffersen              | Socialdemokratiet - 8 mandater |
| Lars Møller Pedersen             | Socialdemokratiet - 8 mandater |
| Ann Møller Nielsen               | Socialdemokratiet - 8 mandater |
| Palle Lykke Ravn                 | Socialdemokratiet - 8 mandater |
| Flemming T. Sørensen             | Socialdemokratiet - 8 mandater |
| Claus Søgaard Andersen           | Socialdemokratiet - 8 mandater |
| Flemming Odde                    | Socialdemokratiet - 8 mandater |
| Grethe Hestbech                  | SF - 2 mandater                |
| Bende Juel Okkerstrøm            | SF - 2 mandater                |
| Kjeld Graversgård                | Konservative - 1 mandat        |
| Peter Vestergård                 | Radikale Venstre - 1 mandat    |
| Jette Lund                       | Dansk Folkeparti - 1 mandat    |

| Dato           | Udtrådt               | Indtrådt              | Parti |
| -------------- | --------------------- | --------------------- | ----- |
| 26. juni 2019  | Bende Juel Okkerstrøm | Anne K. Bøge Petersen | SF    |
| 24. april 2020 | Grethe Hestbech       | Hanne Dorthe Jacobsen | SF    |

### Borgmestre
| Periode                            | Navn                | Parti             |
| ---------------------------------- | ------------------- | ----------------- |
| 1. januar 2007 - 31. december 2009 | Martin Merrild      | Venstre           |
| 1. januar 2010 - 31. december 2013 | Niels Viggo Lynghøj | Socialdemokratiet |
| 1. januar 2014 - 31. december 2017 | Mads Jakobsen       | Venstre           |
| 1. januar 2018 - 31. december 2021 | Niels Viggo Lynghøj | Socialdemokratiet |
| 1. januar 2022 - 19. december 2023 | Mads Jakobsen       | Venstre           |
| 20. december 2023 -                | Marianne Bredal     | Venstre           |

## Statistisk kilde
- statistikbanken.dk Danmarks Statistik